# Magdeburger Straßen/C
Nachfolgend werden Bedeutungen und Umstände der Namengebung von Magdeburger Straßen und ihre Geschichte aufgezeigt. Aktuell gültige Straßenbezeichnungen sind in Fettschrift angegeben, nach Umbenennung oder Überbauung nicht mehr gültige Bezeichnungen in Kursivschrift. Soweit möglich werden auch bestehende oder ehemalige Institutionen, Denkmäler, besondere Bauten oder bekannte Bewohnerinnen und Bewohner aufgeführt.
Die Liste erhebt zunächst noch keinen Anspruch auf Vollständigkeit.
Cäcilienstraße; Stadtteil Diesdorf; PLZ 39110
Vormals: Klaus-Rusche-Straße
Heute:?
 ?
Cäcilienstraße; Stadtteile Leipziger Straße und Hopfengarten; PLZ 39120
Heute: Hopfenbreite
Die Straße wurde mit Bezug auf die 1886 geborene letzte deutsche Kronprinzessin Cecilie Herzogin zu Mecklenburg-Schwerin – schon zu deren Lebzeiten – benannt. In der Zeit der DDR wurde sie dann umbenannt.
Calbische Straße; Stadtteil Fermersleben; PLZ 39122
1938 wurde diese Straße nach der südlich von Schönebeck gelegenen Stadt Calbe (Saale) benannt.
Calvörder Straße; Stadtteil Stadtfeld West; PLZ 39110
Benannt nach dem nördlich von Magdeburg gelegenen Flecken Calvörde.
Calenberger Straße; Stadtteil Pechau; PLZ 39221
Die Straße führt von Pechau in Richtung Calenberge und erhielt daher diesen Namen. Calenberge ist ein Ortsteil von Randau-Calenberge und wurde am 1. Juni 1994 nach Magdeburg eingemeindet.
Calenberger Dorfstraße; Stadtteil Randau-Calenberge; PLZ 39221
Vormals Dorfstraße
Als praktisch einzige Straße des Dorfes Calenberge trug diese Straße den Namen Dorfstraße. Am 1. Juli 1994 wurde Calenberge als Ortsteil der Gemeinde Randau-Calenberge nach Magdeburg eingemeindet. Um die doppelte Verwendung des Namens Dorfstraße zu vermeiden, wurde der Name "Calenberger" ergänzt.
Camersdorfer Straße; Stadtteil Ottersleben; PLZ 39116
Benannt nach dem ursprünglich östlich von Ottersleben gelegenen Ort Camersdorf. Dieser wurde jedoch bereits im Mittelalter zur Wüstung. Bereits 1360 erwirbt ein Ritter Bonike den größten Teil der Feldflure.
Camin-Privatweg; Stadtteil Diesdorf; PLZ 39110
Heute: Meyendorfer Weg (seit 1938)
Diese Straße war vermutlich nach dem Diesdorfer Heinrich Camin (1787–1848) benannt. Camin berichtete 1812 über den Feldzug Napoleons gegen Russland.
Carl-Krayl-Ring; Stadtteil Neu Olvenstedt; PLZ 39130
Benannt nach dem Architekten Carl Krayl.
Carl-Miele-Straße; Stadtteil Ottersleben; PLZ 39116
Heute: unbenannt
Benannt nach dem Konstrukteur und Industriellen Carl Miele. Bei dieser Straße handelte es sich eigentlich um eine einfache Zufahrt zur örtlichen Niederlassung der Firma Miele. Die Notwendigkeit einer eigenen Benennung dürfte eher fraglich gewesen sein. Die Stadt Magdeburg hatte jedoch die Straße, an der die Miele-Niederlassung liegen sollte, als Werner-von-Siemens-Ring" bezeichnet. Um hier die Adressierung mit dem Namen der Konkurrenz zu vermeiden, wurde sie am 15. September 1994 nach dem Begründer der Firma Miele benannt. Entgegen der Ankündigung von Miele wurden jedoch die von der Stadt erhofften dauerhaften Arbeitsplätze nicht geschaffen. Im Juli 2004 wurde die Niederlassung wieder geschlossen. Im Jahr 2005 beantragte der Oberbürgermeister beim Stadtrat, die Benennung der Straße wieder zu löschen. Mit Beschluss vom 12. Januar 2006 folgte der Stadtrat dem Antrag und hob die Benennung nach etwas mehr als 11 Jahren wieder auf.
Carl-Miller-Straße; Stadtteil Leipziger Straße; PLZ 39112
Benannt nach dem Magdeburger Kommunalpolitiker Carl Miller.
Carnotstraße; Stadtteil Hopfengarten; PLZ 39120
Der französische Wissenschaftler, Politiker und Militär Lazare Carnot verbrachte die letzten Lebensjahre in Magdeburg und wurde hier beigesetzt.
Caspar-David-Friedrich-Weg; Stadtteil Nordwest; PLZ 39128
Vormals: Paul-Schubert-Straße
Benannt nach dem Maler Caspar David Friedrich.
Charles-de-Gaulle-Platz; Stadtteil Alte Neustadt; PLZ 39106
Der im ehemaligen Handelshafen gelegene Platz wurde durch Beschluss des Stadtrates vom 4. Mai 2006 nach dem ehemaligen französischen Präsidenten Charles de Gaulle benannt. Die Benennung nach dem 1918 in Magdeburg inhaftierten de Gaulle ging auf Anträge aus der CDU-Ratsfraktion aus dem Jahr 2003 zurück. Die CDU drängte auf eine Benennung nach dem konservativen Politiker, konnte sich jedoch mit einer Benennung in der Innenstadt, gefordert war zeitweise die Umbenennung eines Teils der Leiterstraße, nicht durchsetzen. Die Benennung gerade im Handelshafen wird abweichend von den gleichzeitig erfolgten Benennungen der Werner-Heisenberg-Straße und Niels-Bohr-Straße in der Beschlussvorlage nicht weiter begründet. Die für Bohr und Heisenberg erfolgte naheliegende Begründung der Benennung nach Wissenschaftlern am neu entstehenden Wissenschaftsstandort war für de Gaulle nicht zutreffend.
Charlottenstraße; Stadtteil Neue Neustadt; PLZ 39124
 ?
Christa-Johannsen-Straße; Stadtteil Prester; PLZ 39114
Die am 16. Oktober 2006 beschlossene Benennung der Straße erinnert an die in Magdeburg tätige deutsche Schriftstellerin und Publizistin Christa Johannsen (1914–1981). Gleichzeitig wurden auch drei benachbarte Straßen (Willy-Rosen-Straße, Ilse-Voigt-Straße und Adele-Elkan-Straße) nach Künstlern benannt. Alle Straßen entstanden neu auf einem ehemaligen Kasernengelände und dienen zur Erschließung der dort geplanten Wohnbebauung. Mit der Benennung nach Künstlern sollte die Benennungsreihe der bereits einige Jahre zuvor neu errichteten benachbarten Straßen fortgesetzt werden. Dort waren Schriftsteller geehrt worden.
Christian-Peicke-Straße; Stadtteil Sudenburg; PLZ 39116
Vormals: Franz-Schmidt-Straße
Benannt nach dem Ottersleber Heimatforscher Christian August Peicke.
Citadelle; Stadtteil Werder; PLZ 39114
Heute: Zitadelle
Die Straße befindet sich auf dem Gelände der ehemaligen Zitadelle, die zu den Festungsanlagen der Stadt Magdeburg gehörte. Die Schreibweise hat sich verändert.
Claus-Privatweg; Stadtteil Hopfengarten; PLZ 39120
Heute: Rotdornweg
Der Bau der Straße erfolgte ab 1932. Das benachbarte Friedrich Krupp AG Grusonwerk errichtete hier auf einem ursprünglich für eine mögliche Werkserweiterung vorgesehenen Gelände zunächst 15 Doppelhäuser für Werksangehörige. Bis 1938 wurden insgesamt 5 Bauabschnitte in der näheren Umgebung errichtet. 7 Straßen der ersten Bauabschnitte erhielten die Vornamen von 7 Kindern der Familie Krupp. Der Claus-Privatweg war somit dem 1910 geborenen Claus von Bohlen und Halbach gewidmet.
Clausewitzstraße; Stadtteil Stadtfeld Ost; PLZ 39108
Heute: Bertha-von-Suttner-Straße
Die Straße war nach dem Militärtheoretiker und Generalmajor Carl von Clausewitz benannt. Nach dem Zweiten Weltkrieg wurde sie nach der Pazifistin Bertha von Suttner umbenannt.
Coburger Straße; Stadtteil Ottersleben; PLZ 39116
Heute: Albert-Dankert-Straße (seit 1950/1951)
Diese Straße war nach der in Bayern gelegenen Stadt Coburg benannt.
Cochstedter Straße; Stadtteil Leipziger Straße; PLZ 39112
Vormals: Ackerstraße (südlicher Teil der Ackerstraße)
heute: Hakeborner Straße (der ehemalige westliche Teil der Cochstedter Straße)
Benannt nach dem zwischen Halberstadt und Staßfurt gelegenen Dorf Cochstedt. Ursprünglich verlief die Cochstedter Straße vom Lemsdorfer Weg zur Wiener Straße und kreuzte die Ackerstraße. Durch den Bau der Stadtautobahn Magdeburger Ring wurde die Straße geteilt. Der westliche Teil (auf Sudenburger Seite) erhielt daher später als neuen Namen "Hakeborner Straße". Da auch die kreuzende Ackerstraße durchtrennt war, benannte man deren südlichen Abschnitt in Cochstedter Straße um. Die Cochstedter Straße verläuft daher heute nicht mehr von West nach Ost, sondern von Süden (ehemalige Ackerstraße) bis zur ehemaligen Kreuzung Ackerstraße/Cochstedter Straße und knickt dann nach Osten Richtung Wiener Straße ab.
Colbitzer Straße; Stadtteil Neue Neustadt; PLZ 39124
Vormals: Mittelstraße
Benannt nach dem nördlich von Wolmirstedt in der Colbitz-Letzlinger Heide gelegenen Ort Colbitz.
Comeniusstraße; Stadtteil Fermersleben; PLZ 39122
Vormals: Puttkamerstraße
Benannt nach dem Pädagogen, Philosophen und Theologen aus dem 17. Jahrhundert Johann Amos Comenius.
Coquistraße; Stadtteil Buckau; PLZ 39104
Benannt nach dem Magdeburger Kommunalpolitiker und Bürgermeister der Pfälzer Kolonie von 1788 bis 1808, Johann Kaspar Coqui.
Coswiger Straße; Stadtteil Brückfeld; PLZ 39114
Benannt nach der zwischen Dessau und Wittenberg gelegenen Stadt Coswig (Anhalt). Die Straße wurde in den Jahren zwischen 1924 und 1931 gebaut.
Cracauer Anger; Stadtteil Brückfeld; PLZ 39114
 ?
Cracauer Straße; Stadtteil Cracau; PLZ 39114
Vormals:
Buttersteig
Otto-Braun-Straße (ab 1928)
Litzmannstraße
Thälmannstraße
Benannt nach dem Magdeburger Stadtteil Cracau, durch den die Straße als Hauptstraße führt. Die Benennung weicht vom sonst üblichen Schema ab. Ortsnamen werden für Straßen üblicherweise vergeben, wenn die Straßen in die Richtung des namengebenden Ortes führen oder es werden eher willkürlich fremde Ortsnamen verwandt. Die Benennung nach dem Ort (Stadtteil) durch den die Straße führt, ist ungewöhnlich. Ursprünglich gab es in Magdeburg in der Nähe bereits einmal eine Krakauer Straße später Cracauer Straße im Stadtteil Brückfeld. Während der Zeit der DDR verschwand jedoch dort die im Zweiten Weltkrieg schwer zerstörte Bebauung. Die Straße und ihre Bezeichnung wurde aufgegeben. Nach der Wende 1989/1990 sollte die nach dem Kommunisten Ernst Thälmann benannte Thälmannstraße umbenannt werden. Man verwandte hier dann den Namen Cracauer Straße.
Cracauer Straße; Stadtteil Brückfeld; PLZ 39114
Vormals Krakauer Straße
Die Straße war nach dem Ort Cracau (heute ein Stadtteil Magdeburgs) benannt und führte von Brückfeld (vormals Friedrichstadt) in Richtung Cracau. Die Straße existiert heute nicht mehr. Nach schweren Zerstörungen im Zweiten Weltkrieg wurde die restliche Bebauung in der Zeit der DDR entfernt. Die Straße und der Name wurden aufgegeben. Die Straße würde heute die Verbindung zwischen "Bandwirkerstraße" und "Am Cracauer Tor" darstellen. Im angrenzenden Stadtteil Cracau wurde die Hauptstraße (Thälmannstraße) nach der Wende 1989/1990 in Cracauer Straße umbenannt.
Crucigerstraße; Stadtteil Neustädter Feld; PLZ 39128
Vormals Julius-Fucik-Straße
Benannt nach dem Theologen und Weggefährten Martin Luthers Caspar Cruciger.
Curiestraße; Stadtteil Neue Neustadt; PLZ 39124
Vormals: Bankstraße
Benannt nach der Wissenschaftlerin und Nobelpreisträgerin Marie Curie.